# Family Bible
Family Bible es el vigesimosexto álbum de estudio del músico estadounidense Willie Nelson publicado por la compañía discográfica Songbird Records en 1980. Para su grabación, Nelson contó con la colaboración de su hermana Bobbie tocando el piano. 

## Lista de canciones
1. "By the Rivers of Babylon" - 1:00
2. "Stand by Me" - 3:43
3. "It Is No Secret (What God Can Do)" (Stuart Hamblen) - 5:13
4. "There Shall Be Showers of Blessings" - 3:52
5. "Softly and Tenderly" - 4:44
6. "Tell It to Jesus" - 3:31
7. "Family Bible" (Claude Gray, Paul Buskirk, Walter Breeland) - 3:14
8. "In God's Eyes" - 3:35
9. "Revive Us Again" - 2:31
10. "An Evening Prayer" (C. Maude Battersby, Charles Hutchison Gabriel) -
11. "Kneel at the Feet of Jesus" - 2:50

## Personal
- Willie Nelson - guitarra acústica y voz
- Bobbie Nelson - piano

## Posición en listas
| País           | Lista              | Posición |
| -------------- | ------------------ | -------- |
| Estados Unidos | Top Country Albums | 26       |